# علی مظاهری
علی مظاهری (زادهٔ ۱۱ فروردین ۱۳۶۱ در کرمانشاه)  قهرمان مشت زنی ایران، عضو سابق تیم ملی مشت زنی ایران است.

## فعالیت ورزشی
او یک بار در سال ۲۰۰۷ قهرمان بوکس آسیا شد و همچنین قهرمان بازی‌های آسیایی ۲۰۰۶ دوحه‌ شد. وی در مسابقات المپیک ۲۰۰۸ پکن در نخستین مسابقه خود با رحیم چکیف باخت و حذف شد.

### المپیک لندن
وی در برابر خوزه لاردوت گومز حریف کوبایی خود به دفعات نزدیک او می شد و در حرکتی خطا دستها و آرنجهایش را دور کتف و پشت سر او می برد و به نوعی هنگام حملهٔ حریف کوبایی، با نزدیک شدن و گرفتن سر او را پرس و مهار می کرد که به همین دلیل داوران دو اخطار پیاپی به وی دادند و سپس در اثر چندین بار تکرار این حرکت اخطار سوم را نیز دریافت کرد و بازنده شد.